# Georg Calaminus
Georg Calaminus, deutsch Georg Rorich, (* 23. April 1549 in Silberberg; † 1. Dezember 1595 in Linz) war ein neulateinischer Dichter. Er unterrichtete an der Linzer Landschaftsschule. Calaminus wurde am 8. März 1595 in Wien für seine 1594 erschienene Tragödie Rudolphottocarus durch kaiserliches Dekret zum Poeta laureatus ernannt und gleichzeitig in den Adelsstand erhoben.

## Werke
- Vita Ioannis Guintherii Andernaci (biographisches Epos, 1575)
- Carmius (lateinisches Weihnachtsspiel, 1576)
- Mnemosyne (Gedichtsammlung, 1583)
- Helis, Tragoedia sacra (Bibeldrama, 1591)
- De casu nuptiali Freidekiano Austriaco (Epos, 1591)
- Rudolphottocarus: Austriaca tragoedia nova (historisches Drama, 1594)